# 九龍巴士8A線
九龍巴士8A線是香港九龍市區的一條日間循環巴士路線，來往黃埔花園及尖沙咀。

## 歷史
- 1986年11月16日：路線投入服務，當時來往佐敦道（廣東道）至紅磡明安街。[2]
- 1987年6月8日：為配合黃埔花園入伙，路線由紅磡總站遷往黃埔花園，當時黃埔花園總站位於現在德安街近德定街交界。
- 1990年11月25日：黃埔花園總站遷入黃埔廣場下層。
- 1995年1月29日：路線改以尖沙咀碼頭作循環點，並改為全空調服務，但改用单层空调巴士。[3]。
- 2015年6月27日：增設到站時間預報。[4]
- 2021年6月7日：8A線往尖沙咀碼頭方向加停梳士巴利道「尖東站」。[5]

## 服務時間及班次
| 黃埔花園開       | 黃埔花園開  | 黃埔花園開   |
| 日期             | 服務時間    | 班次（分鐘） |
| ---------------- | ----------- | ------------ |
| 星期一至五       | 06:00-07:00 | 30           |
| 星期一至五       | 07:00-07:50 | 25           |
| 星期一至五       | 07:50-09:50 | 20           |
| 星期一至五       | 09:50-18:10 | 25           |
| 星期一至五       | 18:10-19:10 | 20           |
| 星期一至五       | 19:10-21:40 | 25           |
| 星期一至五       | 21:40-23:40 | 30           |
| 星期六           | 06:00-11:00 | 30           |
| 星期六           | 11:00-17:40 | 20           |
| 星期六           | 17:40-23:40 | 30           |
| 星期日及公眾假期 | 06:00-13:30 | 30           |
| 星期日及公眾假期 | 13:30-22:40 | 25           |
| 星期日及公眾假期 | 22:40-23:40 | 30           |

## 收費
全程：$5.1
| - 本線設有12歲以下小童及65歲或以上長者半價優惠。 - 65歲或以上香港居民使用「樂悠咭」，以及12歲以下合資格殘疾兒童使用「殘疾人士身份」個人八達通繳付車資，均可享有每程$2.0或半價（以較低者為準）的票價優惠；12至64歲合資格殘疾人士使用「殘疾人士身份」個人八達通（包括「樂悠咭」），以及60至64歲香港居民使用「樂悠咭」繳付車資，均可享有每程$2.0或全費（以較低者為準）的票價優惠。 - 65歲或以上長者如使用長者或一般個人八達通繳付車資，則只可享有半價優惠；12至64歲合資格殘疾人士如不使用「殘疾人士身份」個人八達通，以及60至64歲人士如不使用「樂悠咭」繳付車資，必須繳付全費。 - 乘客可以現金或八達通於上車時付款，不設找續。 - 每位成人乘客可免費攜帶最多兩名4歲以下而不佔座位的兒童乘客乘車，超額之4歲以下小童必須繳付小童車費乘車。 - 持有「九巴月票」之乘客在車票有效期內，每日可享最多10程任何九龍巴士及龍運巴士路線（包括本路線，以及聯營路線的九龍巴士／龍運巴士提供的班次；惟乘搭機場「A」及「NA」線則可享原價二七折優惠（不會計算每天10次合資格車程））；而B1線則每日可享最多各2程（不會計算每天10次合資格車程）。 - 九龍巴士、城巴、龍運巴士及陽光巴士全職員工及家屬（不包括外判職員）可免費乘搭本路線，惟必須拍職員或職員家屬八達通。 - 乘客亦可透過多元化電子支付系統（e度嘟）繳付車資，包括使用非接觸式VISA卡、JCB卡、萬事達卡、銀聯卡、美國運通、大來國際、Discover Card、Apple Pay、Google Pay、Samsung Pay、AlipayHK「易乘碼」、支付寶、WeChatHK／微信支付「搭車碼」、銀聯雲閃付「乘車碼」及BOC Pay「乘車碼」。乘客使用此付款方式，使用此支付方式的乘客可享有中途下車之分段收費，以及與其他九巴／龍運獨營路線或聯營線九巴／龍運班次之轉乘優惠，惟不適用於與非九巴／龍運路線之轉乘優惠，亦不能享有「公共交通費用補貼計劃」及「長者及合資格殘疾人士公共交通票價優惠計劃」。 |

## 使用車輛
現時8A及8P線共使用6輛富豪B9TL 12米（AVBWU）及1輛比亞迪K9R 12米（BDE）
| 車隊編號 | 車牌   |
| -------- | ------ |
| BDE6     | UW6037 |
| AVBWU20  | PJ5856 |
| AVBWU177 | PY3244 |
| AVBWU196 | PY7829 |
| AVBWU222 | RD9278 |
| AVBWU272 | RJ7306 |

## 行車路線

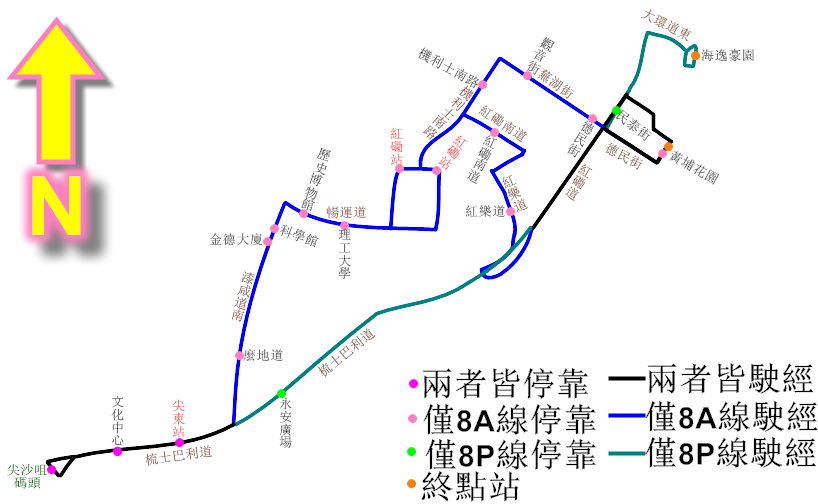
8A線與8P線的走線圖，當中藍線表示只有8A線駛經；而藍綠色則表示只有8P駛經

經：德康街、紅磡道、紅磡繞道、迴旋處、紅鸞道、紅樂道、紅荔道、紅磡南道、暢運道、漆咸道南、梳士巴利道、尖沙咀天星碼頭公共運輸交匯處、梳士巴利道、漆咸道南、暢運道、安運道、暢運道、機利士南路、蕪湖街、德民街及德安街，具體停站請參考資訊框。

## 客量
8A線比8P線慢，班次也較為疏落，因此客量偏低。